# Aeroportul Václav Havel din Praga
Aeroportul Václav Havel Praga (în cehă Letiště Václava Havla Praha; cod IATA PRG), anterior Aeroportul Internațional Praga Ruzyně, se află la 12 km de centrul orașului Praga.